# Democratic Socialists of America
Democratic Socialists of America (DSA) är en amerikansk demokratiskt socialistisk organisation bildad 1982. DSA är den största socialistiska organisationen i USA. Partiets ungdomsförbund heter Young Democratic Socialists. 
Alexandria Ocasio-Cortez, som vann det demokratiska primärvalet i New York:s 14:e kongressdistrikt i juni 2018, är medlem i DSA.

## Historia
DSA bildades 1982 då Democratic Socialist Organizing Committee (DSOC) och New American Movement (NAM) slogs ihop. Vid partiets grundande valdes Michael Harrington och författaren Barbara Ehrenreich till gemensamma ordförande.
Efter presidentvalet 2016 har DSA vuxit snabbt. Vid slutet av 2017 hade organisationen 32 000 betalande medlemmar, en ökning från 6 700 medlemmar ett år tidigare. Ökningen har förklarats med att Donald Trumps vinst i presidentvalet. I juli 2018 hade organisationen 45 000 medlemmar.

## Ideologi
Inom ramen för DSA ryms i dag ett brett spann av politiska ideologier utöver demokratisk socialism, från socialdemokrati till frihetlig socialism och kommunism.
Fram till 2017 var DSA en medlem av Socialistinternationalen, men valde att lämna samarbetsorganisationen i protest mot dess acceptans för nyliberal ekonomisk politik.